# Питулича (Бузау)
Питулича (рум. Pitulicea) насеље је у Румунији у округу Бузау у општини Глодеану-Сарат. Oпштина се налази на надморској висини од 67 m.

## Становништво
Према подацима из 2002. године у насељу је живело 1003 становника, од којих су сви румунске националности.